# Varinder Singh
Pour les articles homonymes, voir Singh.
Varinder Singh, né le 16 mai 1947 et mort le 28 juin 2022, est un joueur de hockey sur gazon indien.

## Biographie
Varinder Singh est un joueur de hockey sur gazon ayant participé aux Jeux olympiques d'été de 1972 et ayant remporté la médaille de bronze.

## Palmarès

### Jeux olympiques d'été
- Jeux olympiques d'été de 1972 à Munich ( Allemagne)
  -  Médaille de bronze en hockey sur gazon